# Campionatul Mondial de Fotbal 1982
Campionatul Mondial de Fotbal 1982 a fost cea de-a douăsprezecea ediție a celei mai importante competiții la care participă echipe naționale din toată lumea, ediție ce s-a desfășurat în Spania. Turneul a fost câștigat de Italia, după ce a învins Germania de Vest cu 3-1.

## Stadioane
17 stadioane în 14 orașe au găzduit turneul.
| Madrid             | Madrid             | Barcelona             | Barcelona          | Vigo               |
| ------------------ | ------------------ | --------------------- | ------------------ | ------------------ |
| Santiago Bernabeu  | Vicente Calderón   | Camp Nou              | Sarrià             | Balaídos           |
| Capacitate: 91.000 | Capacitate: 66.000 | Capacitate: 120.000   | Capacitate: 44.000 | Capacitate: 40.000 |
|                    |                    |                       |                    |                    |
| Gijón              | Oviedo             | Elche                 | Alicante           | Bilbao             |
| El Molinón         | Carlos Tartiere    | Nuevo                 | José Rico Pérez    | San Mamés          |
| Capacitate: 47.000 | Capacitate: 23.000 | Capacitate: 40.000    | Capacitate: 38.000 | Capacitate: 47.000 |
|                    |                    |                       |                    |                    |
| Valencia           | Zaragoza           | Sevilla               | Sevilla            | Málaga             |
| Luis Casanova      | La Romareda        | Ramón Sánchez Pizjuán | Benito Villamarín  | La Rosaleda        |
| Capacitate: 55.000 | Capacitate: 42.000 | Capacitate: 68.000    | Capacitate: 50.000 | Capacitate: 44.000 |
|                    |                    |                       |                    |                    |
| A Coruña           | Valladolid         |                       |                    |                    |
| Riazor             | José Zorrilla      |                       |                    |                    |
| Capacitate: 37.000 | Capacitate: 30.000 |                       |                    |                    |
|                    |                    |                       |                    |                    |

## Arbitri
| AFC - Ibrahim Youssef Al-Doy - Chan Tam Sun - Abraham Klein CAF - Benjamin Dwomoh - Yousef El-Ghoul - Belaid Lacarne CONCACAF - Rómulo Méndez - David Socha - Luis Paulino Siles - Mario Rubio Vázquez | CONMEBOL - Gilberto Aristizábal - Luis Barrancos - Juan Daniel Cardellino - Arnaldo Cézar Coelho - Gastón Castro - Arturo Ithurralde - Enrique Labo Revoredo - Héctor Ortiz UEFA - Paolo Casarin - Vojtech Christov - Charles Corver - Bogdan Dotchev - Walter Eschweiler - Erik Fredriksson - Bruno Galler | - Antonio Garrido - Alojzy Jarguz - Augusto Lamo Castillo - Henning Lund-Sørensen - Damir Matovinović - Malcolm Moffatt - Károly Palotai - Alexis Ponnet - Adolf Prokop - Nicolae Rainea - Miroslav Stupar - Michel Vautrot - Bob Valentine - Clive White - Franz Wöhrer OFC - Tony Boskovic |

## Loturi
Pentru o listă cu toate loturile care au participat la turneul final, vedeți: Loturile pentru Campionatul Mondial de Fotbal 1982.

## Calificate
| Urna 1 | Urna 2                                                                        | Urna 3                                                      | Urna 4                                                                |
| --- | ----------------------------------------------------------------------------- | ----------------------------------------------------------- | --------------------------------------------------------------------- |
| - Spania (Gazda) - Argentina (Campionii ediție trecute) - Brazilia (1978 locul trei) - Italia (1978 locul patru) - Germania de Vest - Anglia | - Austria - Uniunea Sovietică - Ungaria - Polonia - Cehoslovacia - Iugoslavia | - Belgia - Scoția - Irlanda de Nord - Franța - Chile - Peru | - Algeria - Camerun - Kuweit - El Salvador - Honduras - Noua Zeelandă |

## Rezultate

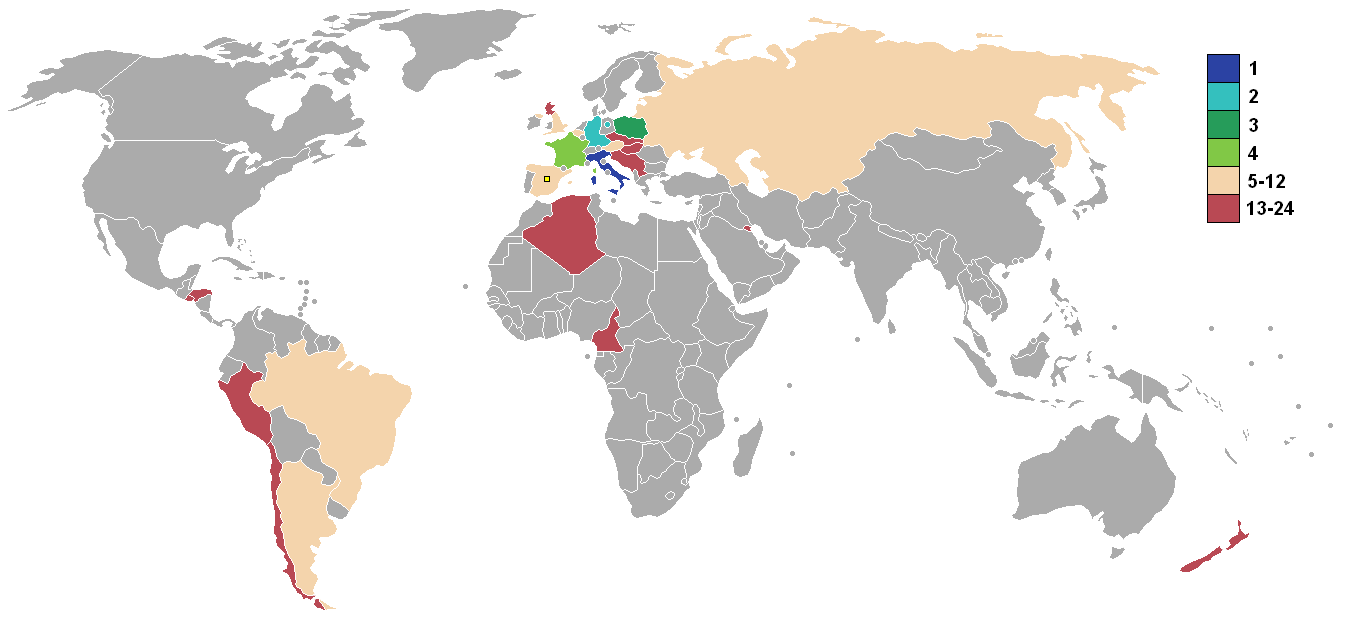
Campioni
Locul doi
Locul trei
Locul patru
Sferturi de finală
Optimi de finală
Faza grupelor

| Campioni Locul doi | Locul trei Locul patru | Sferturi de finală Optimi de finală | Faza grupelor |

### Faza grupelor

#### Grupa 1
| Echipa  | Jucate | V | E | Î | GM | GP | DG | Pct |
| ------- | ------ | - | - | - | -- | -- | -- | --- |
| Polonia | 3      | 1 | 2 | 0 | 5  | 1  | +4 | 4   |
| Italia  | 3      | 0 | 3 | 0 | 2  | 2  | 0  | 3   |
| Camerun | 3      | 0 | 3 | 0 | 1  | 1  | 0  | 3   |
| Peru    | 3      | 0 | 2 | 1 | 2  | 6  | −4 | 2   |

| Italia | 0 – 0  | Polonia |
| ------ | ------ | ------- |
|        | Report |         |

| Peru | 0 – 0  | Camerun |
| ---- | ------ | ------- |
|      | Report |         |

| Italia    | 1 – 1  | Peru     |
| --------- | ------ | -------- |
| Conti 18' | Report | Díaz 83' |

| Polonia | 0 – 0  | Camerun |
| ------- | ------ | ------- |
|         | Report |         |

| Polonia                                                | 5 – 1  | Peru        |
| ------------------------------------------------------ | ------ | ----------- |
| Smolarek 55' Lato 58' Boniek 61' Buncol 68' Ciołek 76' | Report | La Rosa 83' |

| Italia       | 1 – 1  | Camerun   |
| ------------ | ------ | --------- |
| Graziani 60' | Report | Mbida 61' |

#### Grupa 2
| Echipa           | Jucate | V | E | Î | GM | GP | DG | Pct |
| ---------------- | ------ | - | - | - | -- | -- | -- | --- |
| Germania de Vest | 3      | 2 | 0 | 1 | 6  | 3  | +3 | 4   |
| Austria          | 3      | 2 | 0 | 1 | 3  | 1  | +2 | 4   |
| Algeria          | 3      | 2 | 0 | 1 | 5  | 5  | 0  | 4   |
| Chile            | 3      | 0 | 0 | 3 | 3  | 8  | −5 | 0   |

| Germania de Vest | 1 – 2  | Algeria                 |
| ---------------- | ------ | ----------------------- |
| Rummenigge 67'   | Report | Madjer 54' Belloumi 68' |

| Chile | 0 – 1  | Austria       |
| ----- | ------ | ------------- |
|       | Report | Schachner 21' |

| Germania de Vest                     | 4 – 1  | Chile       |
| ------------------------------------ | ------ | ----------- |
| Rummenigge 9', 57', 66' Reinders 81' | Report | Moscoso 90' |

| Algeria | 0 – 2  | Austria                  |
| ------- | ------ | ------------------------ |
|         | Report | Schachner 55' Krankl 67' |

| Algeria                     | 3 – 2  | Chile                         |
| --------------------------- | ------ | ----------------------------- |
| Assad 7', 31' Bensaoula 35' | Report | Neira 59' (pen.) Letelier 73' |

| Germania de Vest | 1 – 0  | Austria |
| ---------------- | ------ | ------- |
| Hrubesch 10'     | Report |         |

#### Grupa 3
| Echipa      | Jucate | V | E | Î | GM | GP | DG  | Pct |
| ----------- | ------ | - | - | - | -- | -- | --- | --- |
| Belgia      | 3      | 2 | 1 | 0 | 3  | 1  | +2  | 5   |
| Argentina   | 3      | 2 | 0 | 1 | 6  | 2  | +4  | 4   |
| Ungaria     | 3      | 1 | 1 | 1 | 12 | 6  | +6  | 3   |
| El Salvador | 3      | 0 | 0 | 3 | 1  | 13 | −12 | 0   |

| Argentina | 0 – 1  | Belgia          |
| --------- | ------ | --------------- |
|           | Report | Vandenbergh 62' |

| Ungaria                                                                                  | 10 – 1 | El Salvador |
| ---------------------------------------------------------------------------------------- | ------ | ----------- |
| Nyilasi 4', 83' Pölöskei 11' Fazekas 23', 54' Tóth 50' L. Kiss 69', 72', 76' Szentes 72' | Report | Ramírez 64' |

| Argentina                                 | 4 – 1  | Ungaria      |
| ----------------------------------------- | ------ | ------------ |
| Bertoni 26' Maradona 28', 57' Ardiles 60' | Report | Pölöskei 76' |

| Belgia    | 1 – 0  | El Salvador |
| --------- | ------ | ----------- |
| Coeck 19' | Report |             |

| Belgia            | 1 – 1  | Ungaria   |
| ----------------- | ------ | --------- |
| Czerniatynski 76' | Report | Varga 27' |

| Argentina                         | 2 – 0  | El Salvador |
| --------------------------------- | ------ | ----------- |
| Passarella 22' (pen.) Bertoni 52' | Report |             |

#### Grupa 4
| Echipa       | Jucate | V | E | Î | GM | GP | DG | Pct |
| ------------ | ------ | - | - | - | -- | -- | -- | --- |
| Anglia       | 3      | 3 | 0 | 0 | 6  | 1  | +5 | 6   |
| Franța       | 3      | 1 | 1 | 1 | 6  | 5  | +1 | 3   |
| Cehoslovacia | 3      | 0 | 2 | 1 | 2  | 4  | −2 | 2   |
| Kuweit       | 3      | 0 | 1 | 2 | 2  | 6  | −4 | 1   |

| Anglia                     | 3 – 1  | Franța    |
| -------------------------- | ------ | --------- |
| Robson 1', 67' Mariner 83' | Report | Soler 24' |

| Cehoslovacia       | 1 – 1  | Kuweit        |
| ------------------ | ------ | ------------- |
| Panenka 21' (pen.) | Report | Al-Dakhil 57' |

| Anglia                        | 2 – 0  | Cehoslovacia |
| ----------------------------- | ------ | ------------ |
| Francis 62' Barmoš 66' (o.g.) | Report |              |

| Franța                                      | 4 – 1  | Kuweit          |
| ------------------------------------------- | ------ | --------------- |
| Genghini 31' Platini 43' Six 48' Bossis 89' | Report | Al-Buloushi 75' |

| Franța  | 1 – 1  | Cehoslovacia       |
| ------- | ------ | ------------------ |
| Six 66' | Report | Panenka 84' (pen.) |

| Anglia      | 1 – 0  | Kuweit |
| ----------- | ------ | ------ |
| Francis 27' | Report |        |

#### Grupa 5
| Echipa          | Jucate | V | E | Î | GM | GP | DG | Pct |
| --------------- | ------ | - | - | - | -- | -- | -- | --- |
| Irlanda de Nord | 3      | 1 | 2 | 0 | 2  | 1  | +1 | 4   |
| Spania          | 3      | 1 | 1 | 1 | 3  | 3  | 0  | 3   |
| Iugoslavia      | 3      | 1 | 1 | 1 | 2  | 2  | 0  | 3   |
| Honduras        | 3      | 0 | 2 | 1 | 2  | 3  | −1 | 2   |

| Spania                  | 1 – 1  | Honduras  |
| ----------------------- | ------ | --------- |
| López Ufarte 65' (pen.) | Report | Zelaya 8' |

| Iugoslavia | 0 – 0  | Irlanda de Nord |
| ---------- | ------ | --------------- |
|            | Report |                 |

| Spania                       | 2 – 1  | Iugoslavia |
| ---------------------------- | ------ | ---------- |
| Juanito 14' (pen.) Saura 66' | Report | Gudelj 10' |

| Honduras  | 1 – 1  | Irlanda de Nord |
| --------- | ------ | --------------- |
| Laing 60' | Report | Armstrong 10'   |

| Honduras | 0 – 1  | Iugoslavia          |
| -------- | ------ | ------------------- |
|          | Report | Petrović 88' (pen.) |

| Spania | 0 – 1  | Irlanda de Nord |
| ------ | ------ | --------------- |
|        | Report | Armstrong 47'   |

#### Grupa 6
| Echipa            | Jucate | V | E | Î | GM | GP | DG  | Pct |
| ----------------- | ------ | - | - | - | -- | -- | --- | --- |
| Brazilia          | 3      | 3 | 0 | 0 | 10 | 2  | +8  | 6   |
| Uniunea Sovietică | 3      | 1 | 1 | 1 | 6  | 4  | +2  | 3   |
| Scoția            | 3      | 1 | 1 | 1 | 8  | 8  | 0   | 3   |
| Noua Zeelandă     | 3      | 0 | 0 | 3 | 2  | 12 | −10 | 0   |

| Brazilia              | 2 – 1  | Uniunea Sovietică |
| --------------------- | ------ | ----------------- |
| Sócrates 75' Éder 87' | Report | Bal 34'           |

| Scoția                                                 | 5 – 2  | Noua Zeelandă          |
| ------------------------------------------------------ | ------ | ---------------------- |
| Dalglish 18' Wark 30', 33' Robertson 73' Archibald 79' | Report | Sumner 54' Wooddin 65' |

| Brazilia                               | 4 – 1  | Scoția    |
| -------------------------------------- | ------ | --------- |
| Zico 33' Oscar 49' Éder 65' Falcão 87' | Report | Narey 18' |

| Uniunea Sovietică                     | 3 – 0  | Noua Zeelandă |
| ------------------------------------- | ------ | ------------- |
| Gavrilov 25' Blokhin 48' Baltacha 69' | Report |               |

| Uniunea Sovietică          | 2 – 2  | Scoția                 |
| -------------------------- | ------ | ---------------------- |
| Chivadze 60' Shengelia 84' | Report | Jordan 15' Souness 87' |

| Brazilia                              | 4 – 0  | Noua Zeelandă |
| ------------------------------------- | ------ | ------------- |
| Zico 28', 31' Falcão 55' Serginho 69' | Report |               |

### Faza a doua

#### Grupa A
| Echipa            | Jucate | V | E | Î | GM | GP | DG | Pct |
| ----------------- | ------ | - | - | - | -- | -- | -- | --- |
| Polonia           | 2      | 1 | 1 | 0 | 3  | 0  | +3 | 3   |
| Uniunea Sovietică | 2      | 1 | 1 | 0 | 1  | 0  | +1 | 3   |
| Belgia            | 2      | 0 | 0 | 2 | 0  | 4  | −4 | 0   |

| Polonia             | 3 – 0  | Belgia |
| ------------------- | ------ | ------ |
| Boniek 4', 26', 53' | Report |        |

| Belgia | 0 – 1  | Uniunea Sovietică |
| ------ | ------ | ----------------- |
|        | Report | Oganesian 48'     |

| Uniunea Sovietică | 0 – 0  | Polonia |
| ----------------- | ------ | ------- |
|                   | Report |         |

#### Grupa B
| Echipa           | Jucate | V | E | Î | GM | GP | DG | Pct |
| ---------------- | ------ | - | - | - | -- | -- | -- | --- |
| Germania de Vest | 2      | 1 | 1 | 0 | 2  | 1  | +1 | 3   |
| Anglia           | 2      | 0 | 2 | 0 | 0  | 0  | 0  | 2   |
| Spania           | 2      | 0 | 1 | 1 | 1  | 2  | −1 | 1   |

| Germania de Vest | 0 – 0  | Anglia |
| ---------------- | ------ | ------ |
|                  | Report |        |

| Germania de Vest           | 2 – 1  | Spania     |
| -------------------------- | ------ | ---------- |
| Littbarski 50' Fischer 75' | Report | Zamora 82' |

| Spania | 0 – 0  | Anglia |
| ------ | ------ | ------ |
|        | Report |        |

#### Grupa C
| Echipa    | Jucate | V | E | Î | GM | GP | DG | Pct |
| --------- | ------ | - | - | - | -- | -- | -- | --- |
| Italia    | 2      | 2 | 0 | 0 | 5  | 3  | +2 | 4   |
| Brazilia  | 2      | 1 | 0 | 1 | 5  | 4  | +1 | 2   |
| Argentina | 2      | 0 | 0 | 2 | 2  | 5  | −3 | 0   |

| Italia                   | 2 – 1  | Argentina      |
| ------------------------ | ------ | -------------- |
| Tardelli 55' Cabrini 67' | Report | Passarella 83' |

| Argentina | 1 – 3  | Brazilia                         |
| --------- | ------ | -------------------------------- |
| Díaz 89'  | Report | Zico 11' Serginho 66' Júnior 75' |

| Brazilia                | 2 – 3  | Italia             |
| ----------------------- | ------ | ------------------ |
| Sócrates 12' Falcão 68' | Report | Rossi 5', 25', 74' |

#### Grupa D
| Echipa          | Jucate | V | E | Î | GM | GP | DG | Pct |
| --------------- | ------ | - | - | - | -- | -- | -- | --- |
| Franța          | 2      | 2 | 0 | 0 | 5  | 1  | +4 | 4   |
| Austria         | 2      | 0 | 1 | 1 | 2  | 3  | −1 | 1   |
| Irlanda de Nord | 2      | 0 | 1 | 1 | 3  | 6  | −3 | 1   |

| Austria | 0 – 1  | Franța       |
| ------- | ------ | ------------ |
|         | Report | Genghini 39' |

| Austria                    | 2 – 2  | Irlanda de Nord   |
| -------------------------- | ------ | ----------------- |
| Pezzey 50' Hintermaier 68' | Report | Hamilton 27', 75' |

| Irlanda de Nord | 1 – 4  | Franța                              |
| --------------- | ------ | ----------------------------------- |
| Armstrong 75'   | Report | Giresse 33', 80' Rocheteau 46', 68' |

### Faza eliminatorie
|  | Semifinale              | Semifinale        |   |                     | Finala              | Finala |  |
|  |                         |                   |   |                     |                     |        |  |
|  | 8 iulie - Barcelona     |                   |   |                     |                     |        |  |
|  | Polonia                 | 0                 |   |                     |                     |        |  |
|  | Italia                  | 2                 |   |                     |                     |        |  |
|  |                         |                   |   |                     |                     |        |  |
|  |                         |                   |   |                     | 11 iulie - Madrid   |        |  |
|  |                         |                   |   |                     | Italia              | 3      |  |
|  |                         | Germania de Vest  | 1 |                     |                     |        |  |
|  |                         |                   |   |                     |                     |        |  |
|  |                         |                   |   |                     |                     |        |  |
|  |                         |                   |   |                     | Finala mică         |        |  |
|  | 8 iulie - Sevilla       | 8 iulie - Sevilla |   | 10 iulie - Alicante | 10 iulie - Alicante |        |  |
|  | Germania de Vest (pen.) | 3 (5)             |   | Polonia             | 3                   |        |  |
|  | Franța                  | 3 (4)             |   |                     | Franța              | 2      |  |

#### Semifinale
| Polonia | 0 – 2  | Italia         |
| ------- | ------ | -------------- |
|         | Report | Rossi 22', 73' |

| Germania de Vest                                                 | 3 – 3 (a.e.t.) (d.p.) | Franța                                                |
| ---------------------------------------------------------------- | --------------------- | ----------------------------------------------------- |
| Littbarski 17' Rummenigge 102' Fischer 108'                      | Report                | Platini 26' (pen.) Trésor 92' Giresse 98'             |
| Kaltz · Breitner · Stielike · Littbarski · Rummenigge · Hrubesch | 5 – 4                 | Giresse · Amoros · Rocheteau · Six · Platini · Bossis |

#### Finala mică
| Polonia                                 | 3 – 2  | Franța                 |
| --------------------------------------- | ------ | ---------------------- |
| Szarmach 40' Majewski 44' Kupcewicz 46' | Report | Girard 13' Couriol 72' |

#### Finala
| Italia                               | 3 – 1  | Germania de Vest |
| ------------------------------------ | ------ | ---------------- |
| Rossi 57' Tardelli 69' Altobelli 81' | Report | Breitner 83'     |

## Statististici

### Marcatori
| 6 goluri - Paolo Rossi 5 goluri - Karl-Heinz Rummenigge 4 goluri - Zico - Zbigniew Boniek 3 goluri - Falcão - Alain Giresse - László Kiss - Gerry Armstrong 2 goluri - Salah Assad - Daniel Bertoni - Diego Maradona - Daniel Passarella - Walter Schachner - Éder - Serginho - Sócrates - Antonín Panenka - Trevor Francis - Bryan Robson - Bernard Genghini - Michel Platini - Dominique Rocheteau - Didier Six - Klaus Fischer - Pierre Littbarski - László Fazekas - Tibor Nyilasi - Gábor Pölöskei - Marco Tardelli - Billy Hamilton - John Wark | 1 gol - Lakhdar Belloumi - Tedj Bensaoula - Rabah Madjer - Osvaldo Ardiles - Ramón Díaz - Reinhold Hintermaier - Hans Krankl - Bruno Pezzey - Ludo Coeck - Alexandre Czerniatynski - Erwin Vandenbergh - Júnior - Oscar - Grégoire Mbida - Juan Carlos Letelier - Gustavo Moscoso - Miguel Ángel Neira - Luis Ramírez - Paul Mariner - Maxime Bossis - Alain Couriol - René Girard - Gérard Soler - Marius Trésor - Paul Breitner - Horst Hrubesch - Uwe Reinders - Antonio Laing - Héctor Zelaya - Lázár Szentes - József Tóth - József Varga - Alessandro Altobelli - Antonio Cabrini - Bruno Conti - Francesco Graziani | - Abdullah Al-Buloushi - Faisal Al-Dakhil - Steve Sumner - Steve Wooddin - Rubén Toribio Díaz - Guillermo La Rosa - Andrzej Buncol - Włodzimierz Ciołek - Janusz Kupcewicz - Grzegorz Lato - Stefan Majewski - Włodzimierz Smolarek - Andrzej Szarmach - Steve Archibald - Kenny Dalglish - Joe Jordan - David Narey - John Robertson - Graeme Souness - Andriy Bal - Sergei Baltacha - Oleg Blokhin - Aleksandr Chivadze - Yuri Gavrilov - Khoren Oganesian - Ramaz Shengelia - Juanito - Roberto López Ufarte - Enrique Saura - Jesús María Zamora - Ivan Gudelj - Vladimir Petrović Autogoluri - Jozef Barmoš (Anglia) |

### Premii
- Balonul de Aur, acordat celui mai bun jucător al turneului a fost dat pentru prima oară.

- Balonul de Aur:  Paolo Rossi (Italia)
- Gheata de Aur:  Paolo Rossi (Italia)

### Clasamentul echipelor după competiție
În 1982, FIFA a publicat un raport care clasa toate echipele până la și inclusiv Campionatul Mondial de Fotbal 1982, bazat pe progresul total în competiție, rezultatele per total și valoarea adversarilor Clasamentul pentru 1982 este după cum urmează:
Finala
1. Italia
2. Germania de Vest

Locul trei și patru
1. Polonia
2. Franța

Eliminate în partea a doua a fazei grupelor
1. Brazilia
2. Anglia
3. Uniunea Sovietică
4. Austria
5. Irlanda de Nord
6. Belgia
7. Argentina
8. Spania

Eliminate în prima fază a fazei grupelor
1. Algeria
2. Ungaria
3. Scoția
4. Iugoslavia
5. Camerun
6. Honduras
7. Cehoslovacia
8. Peru
9. Kuweit
10. Chile
11. Noua Zeelandă
12. El Salvador